# Ferrissia mcneili
Ferrissia mcneili é uma espécie de gastrópode da família Ancylidae.
É endémica dos Estados Unidos da América. 